# Hans Jæger

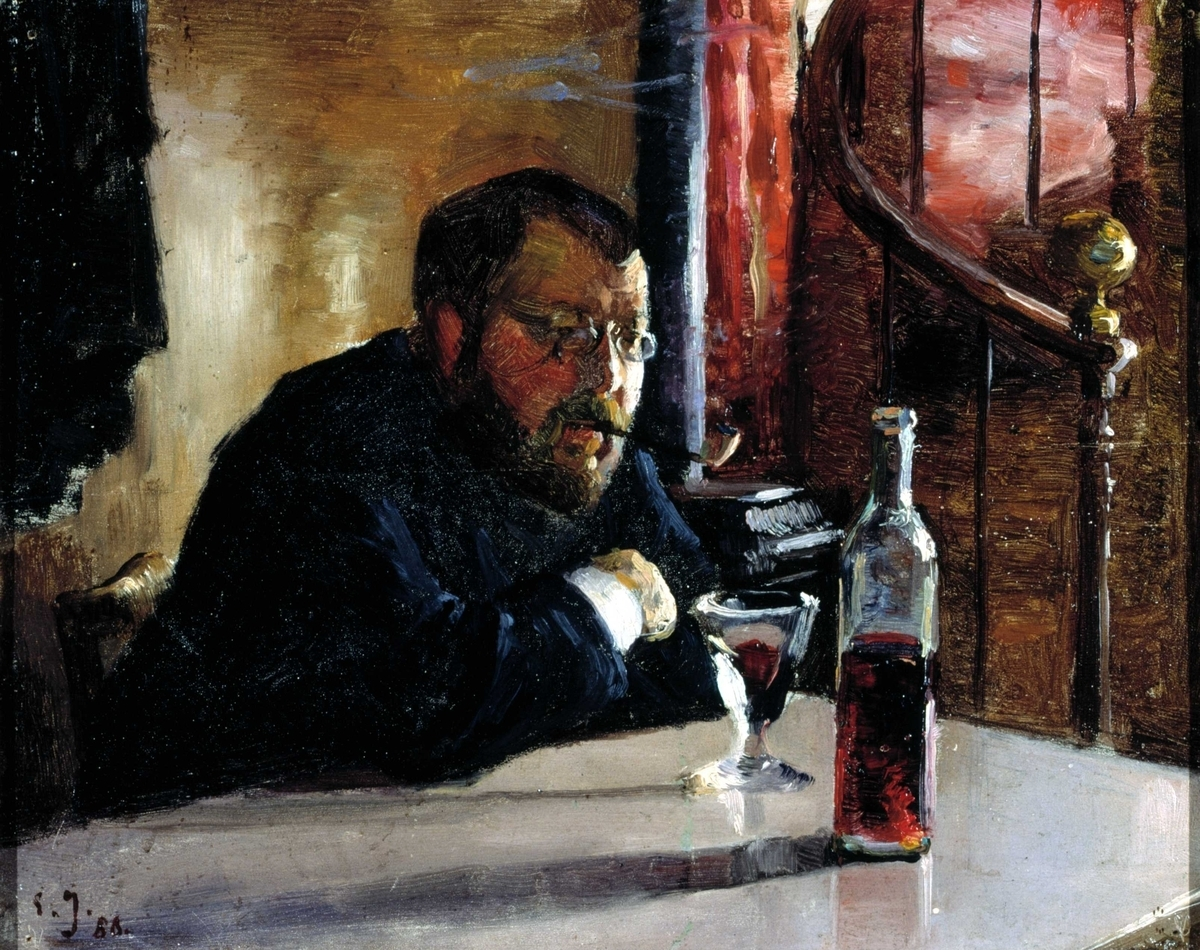
Hans Jæger, Porträt von Sven Jørgensen 1888

Hans Henrik Jæger (* 2. September 1854 in Drammen, Norwegen; † 8. Februar 1910 in Christiania (Oslo)) war ein norwegischer Literat und Anarchist.

## Leben
Jæger arbeitete als Stenograph beim Storting, dem norwegischen Parlament. Nach der Veröffentlichung seines Romanes Kristiania-Boheme am 11. Dezember 1885 wurde er zu einer Arreststrafe verurteilt und entlassen. Das Buch, mit dem er eine größere Bekanntheit erlangte, wurde als sittenverderblich beschlagnahmt und verboten. Eine weitere Strafe folgte, als er das Buch heimlich in Schweden unter dem Titel Hans Jägers Weihnachtserzählungen herausbrachte. 1893 erschien Kranke Liebe, das ebenfalls auf Ablehnung der Obrigkeit stieß. 1889 wurde er von Edvard Munch porträtiert. Nachdem er als Seefahrer tätig gewesen war (er erwarb das Steuermannspatent), blieb er ab 1892 für 16 Jahre in Paris, wo er bei einer Versicherung arbeitete. Nach seiner Rückkehr aus Paris gründete er in Kopenhagen die Zeitschrift Korsaren, die jedoch erfolglos blieb. Auch sein letztes Werk Die Bibel der Anarchie fand keine weite Verbreitung. 1910 starb er, vermutlich an Magenkrebs.

## Werke
- Olga, 1883 (Drama, dt. Olga. A. Harms, Hamburg 1921.)
- Fra Kristiania-Bohêmen, 1885 (Roman)
  - Christiania-Bohême in einer Ausgabe von 1902; urn:nbn:no-nb_digibok_2008110410003
  - dt. Kristiania-Bohême. neue Ausgabe: Bellville, München 2006.
- Autobiographische Roman-Trilogie über seine Beziehung zur Malerin Oda Krohg
  - Syk kjærlihet, 1893
  - Bekjendelser, 1902
  - Fængsel og fortvilelse, 1903 (dt. Kranke Liebe. 3 Bände. Kiepenheuer, Potsdam 1920, Band 1: Heimkehr; Band 2: Bekenntnisse, urn:nbn:no-nb_digibok_2007052410002; Band 3: Gefängnis und Verzweiflung.)
- Anarkiets bibel, 1906 (dt. Die Bibel der Anarchie. Merlin-Verlag, Gifkendorf 1997, ISBN 3-926112-73-5.)